# Kick-boxing
El kick-boxing és un esport de combat, originari del Japó que combina les tècniques de la boxa i del karate, tot i que les puntades del kick-boxing i del Karate són diferents. Al kick-boxing, tota la força es fa amb el moviment del maluc mentre que al Karate es té la cama doblegada i la desdobleguen ràpid contra el contrincant, també es permeten els cops de peu per sobre de la cintura i a les cuixes.
En particular és una de les disciplines de Boxe pieds-poings que van desenvolupar primer els japonesos i després els nord-americans. A mitjans dels anys seixanta el japonès Kurosaki, practicant de Karate Kiokushinkaï, viatjà a Tailàndia descobrint el Muay-Thai. A la seva tornada al Japó va decidir barrejar les seves tècniques de Karate amb les del Muay-Thai, així va néixer un nou esport denominat kick (donar puntades de peu), boxing (boxejar).
Entre els no japonesos que més èxits van aconseguir, destaquen el francès Christian Guillaume, que el 1969 va aconseguir quatre victòries i dos nuls; i l'americà Benni "The Jet" Urquidez, que el 1977 guanyà Tatsuyuki Suzuki en quatre assalts.
El 1973 Urquidez i Howard Hanson van crear la W.K.A. (Associació Mundial de Karate), canviant anys després la "K" de karate per la de Kick-Boxing.
Són campions coneguts Perry Ubeda, Rob Kaman, Benni Urquidez, Dennos Alexio i Ernesto Hoost.

## Història

### Precursors

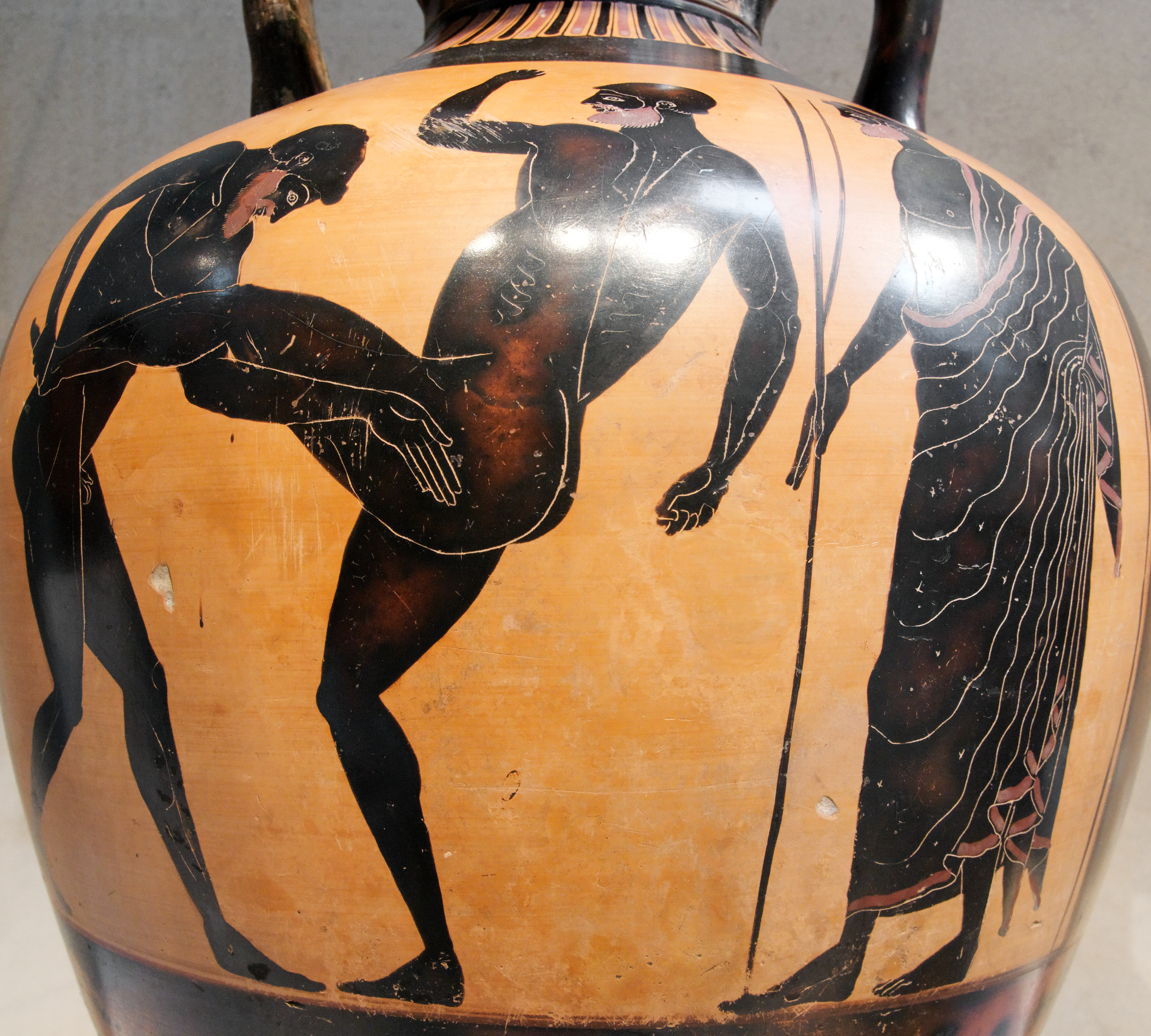
Pancracis lluitant sota els ulls d'un jutge. Cara B d'una àmfora del premi Panatenees, 500 aC.

Com que el terme kickboxing és un terme ampli, entendre la història pot ser una mica difícil, ja que el combat és una part inherent de l'ésser humà. Les puntades i els cops de puny com a acte d'agressió humana probablement han existit arreu del món des de la prehistòria.
La representació més antiga coneguda de qualsevol classe de boxa prové d'un relleu sumeri a l'Iraq del III mil·lenni aC. A l'antiga Índia existien formes de kickboxing. Les primeres referències al musti-yuddha provenen d'èpiques vèdiques clàssiques com el Ramayana i el Rig Veda, compilades a mitjans del II mil·lenni aC. El Mahabharata descriu dos combatents boxant amb els punys tancats i lluitant amb puntades, cops amb els dits, cops de genoll i cops de cap. Mushti Yuddha ha viatjat per la Indosfera i ha estat un precedidor i una forta influència en moltes arts marcials famoses del sud-est asiàtic com ara Muay Thai, Muay Laos i Pradal Serey (de Cambodja).
En el pancraci, un art marcial mixt de l'antiga Grècia, es va utilitzar una forma de kickboxing en la seva modalitat Anō Pankration, podent utilitzar qualsevol extremitat per colpejar. A més, es debat si les puntades estaven permeses a la boxa grega antiga, i encara que hi ha algunes evidències de puntades, aquest és el tema de debat entre els estudiosos.

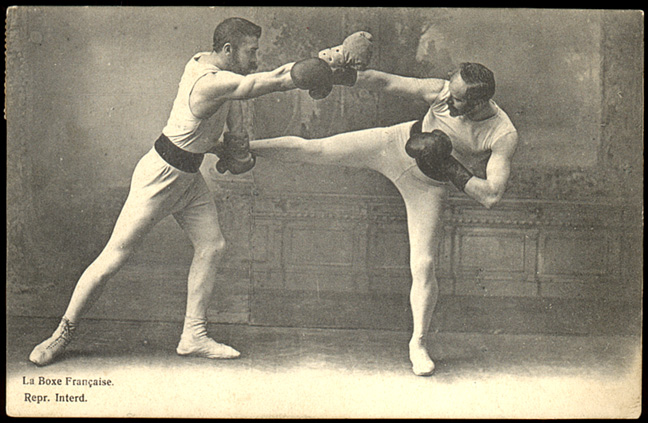
Fotografia antiga de la boxa francesa

Els francesos van ser els primers a incloure guants de boxa en un esport que incloïa tècniques de puntades i boxa. El 1743, l'anglès Jack Broughton va inventar els guants de boxa moderns. El francès Charles Lecour va afegir guants de boxa anglesos a la boxa francesa. Va ser un pioner del savate modern i va crear una forma on es feien servir tant els cops com els cops de peu. Lecour va ser el primer a veure el savate com un sistema esportiu i d'autodefensa. Els colons francesos van introduir els guants de boxa europeus a les arts marcials asiàtiques natives a la Indoxina francesa. L'ús de guants de boxa europeus es va estendre al veí Siam.
Va ser durant la dècada de 1950 quan un karateka japonès anomenat Tatsuo Yamada va establir per primera vegada un esquema d'un nou esport que combinava el karate i el muay thai. Això es va explorar més a fons durant la dècada de 1960, quan van començar les competicions entre aquestes arts marcials, que van permetre modificar les regles. A mitjans de la dècada es van celebrar a Osaka els primers esdeveniments amb el terme kickboxing.
A les dècades de 1970 i 1980, el kickboxing es va expandir més enllà del Japó i havia arribat a Amèrica del Nord i Europa. Va ser durant aquest temps quan es van formar molts dels òrgans de govern més destacats.

### Japó

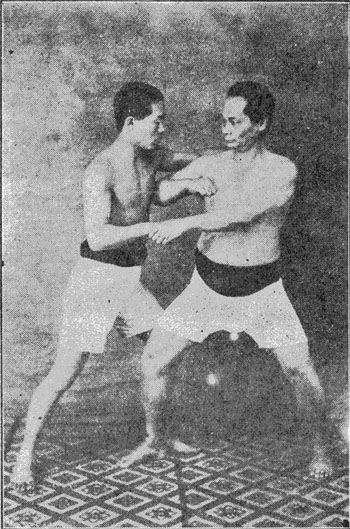
Tatsuo Yamada (esquerra) i el seu sensei Choki Motobu (dreta), 1926

El 20 de desembre de 1959 es va celebrar uns combats de muay thai entre lluitadors tailandesos a l'ajuntament d'Asakusa a Tòquio. Tatsuo Yamada, que va establir "Nihon Kempo Karate-do", estava interessat en el muay thai perquè volia fer combats de karate amb regles de contacte complet, ja que per aquells en els combats de karate no es podien golpejar. Ja havia anunciat el seu pla que s'anomenava "El projecte d'establiment d'un nou art marcial i la seva industrialització" el novembre de 1959, i va proposar el nom provisional de "karate-boxing" per a aquest nou art. Es va posar en contacte amb Nak Muay, campió de muay thai i va començar a practicar l'art marcial.
El 12 de febrer de 1963 hi va haver "Les lluites de karate contra muay thai". Els tres lluitadors de karate del dojo Oyama (posteriorment kyokushin) van anar al Lumpinee Boxing Stadium de Tailàndia i van lluitar contra tres lluitadors de muay thai. Els noms dels tres lluitadors de karate kyokushin són Tadashi Nakamura, Kenji Kurosaki i Akio Fujihira (també conegut com Noboru Osawa). L'equip de muay thai només estava format per un lluitador profesional tailandès. El Japó va guanyar per 2–1: Tadashi Nakamura i Akio Fujihira van donar KO als oponents per cop de puny mentre que Kenji Kurosaki, que va lluitar contra el tailandès, va ser KO per un colze. L'únic perdedor japonès Kenji Kurosaki era llavors un instructor de kyokushin en lloc d'un contendent i designat temporalment com a substitut del lluitador escollit absent. El juny del mateix any, el karateka i el futur kickboxer Tadashi Sawamura es van enfrontar al millor lluitador tailandès Samarn Sor Adisorn, en el qual Sawamura va ser derrotat. Sawamura utilitzaria el que va aprendre en aquella lluita per incorporar-lo als tornejos de kickboxing en evolució.
Tatsu Yamada va morir el 1967, però el seu dojo va canviar el seu nom a Suginami Gym i va continuar formant kickboxers. La seva popularitat va començar a augmentar fins al punt de retransmetre combats pel televisió.
L'any 1980, a causa de les males qualificacions i després de la poca freqüència de cobertura televisiva, l'època daurada del kickboxing al Japó es va acabar de sobte. El kickboxing no s'havia vist a la televisió fins que es va fundar K-1 el 1993.
El 1993, quan Kazuyoshi Ishii (fundador del karate Seidokaikan) va produir K-1 sota regles especials de kickboxing (sense lluita de colze i coll) el 1993, el kickboxing es va tornar famós. A mitjans de la dècada de 1980 fins a principis de la dècada de 1990, abans del primer k-1, Kazuyoshi Ishii també va participar en la formació del karate de guants com a esport amateur al Japó. El karate amb guants es basa en les regles del karate derrocament, però amb guants de boxa i permetre cops de puny al cap. En efecte, es tracta de kickboxing de regles orientals amb puntuació basada en derrocaments i agressivitat més que en el nombre de cops. A mesura que el K-1 va créixer en popularitat, el karate Glove es va convertir durant un temps en l'esport amateur de més ràpid creixement al Japó.

## Estils i regles de kick-boxing

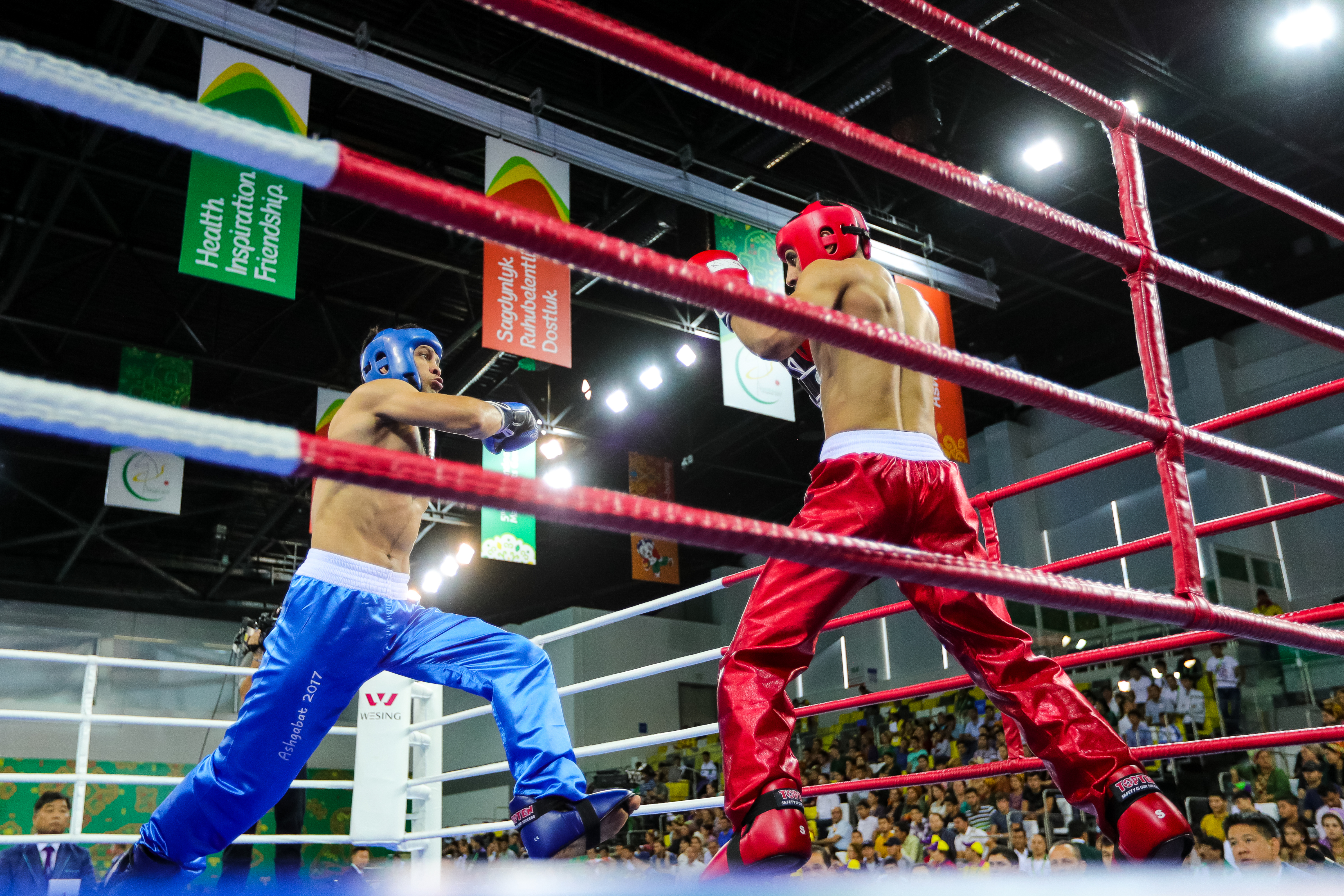
Hamid Amni lluitant als Jocs Asiàtics d'Arts Marcials i Interiors del 2017 amb un estil de contacte complet amb pantalons de contacte complet.

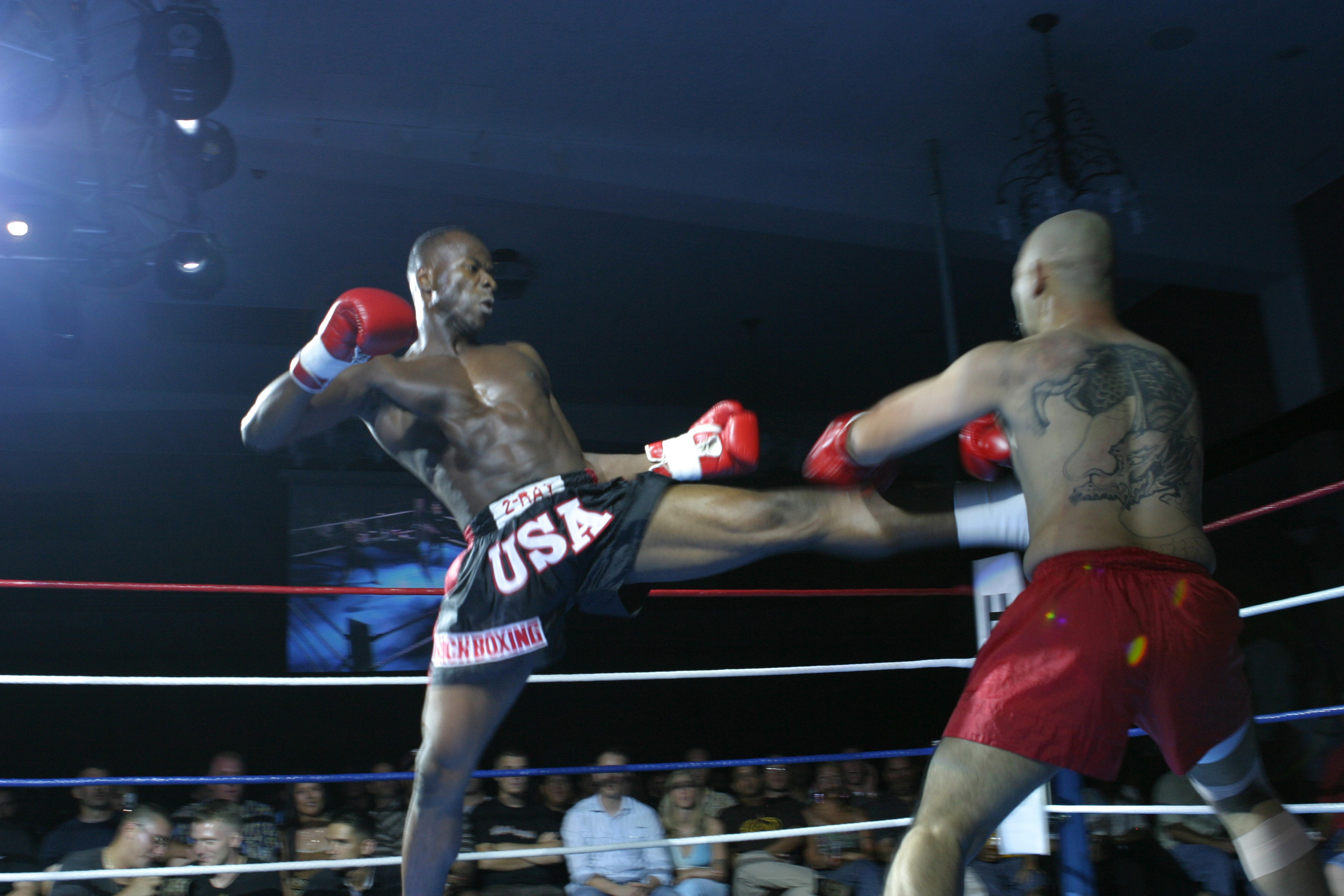
Combat de kickboxing

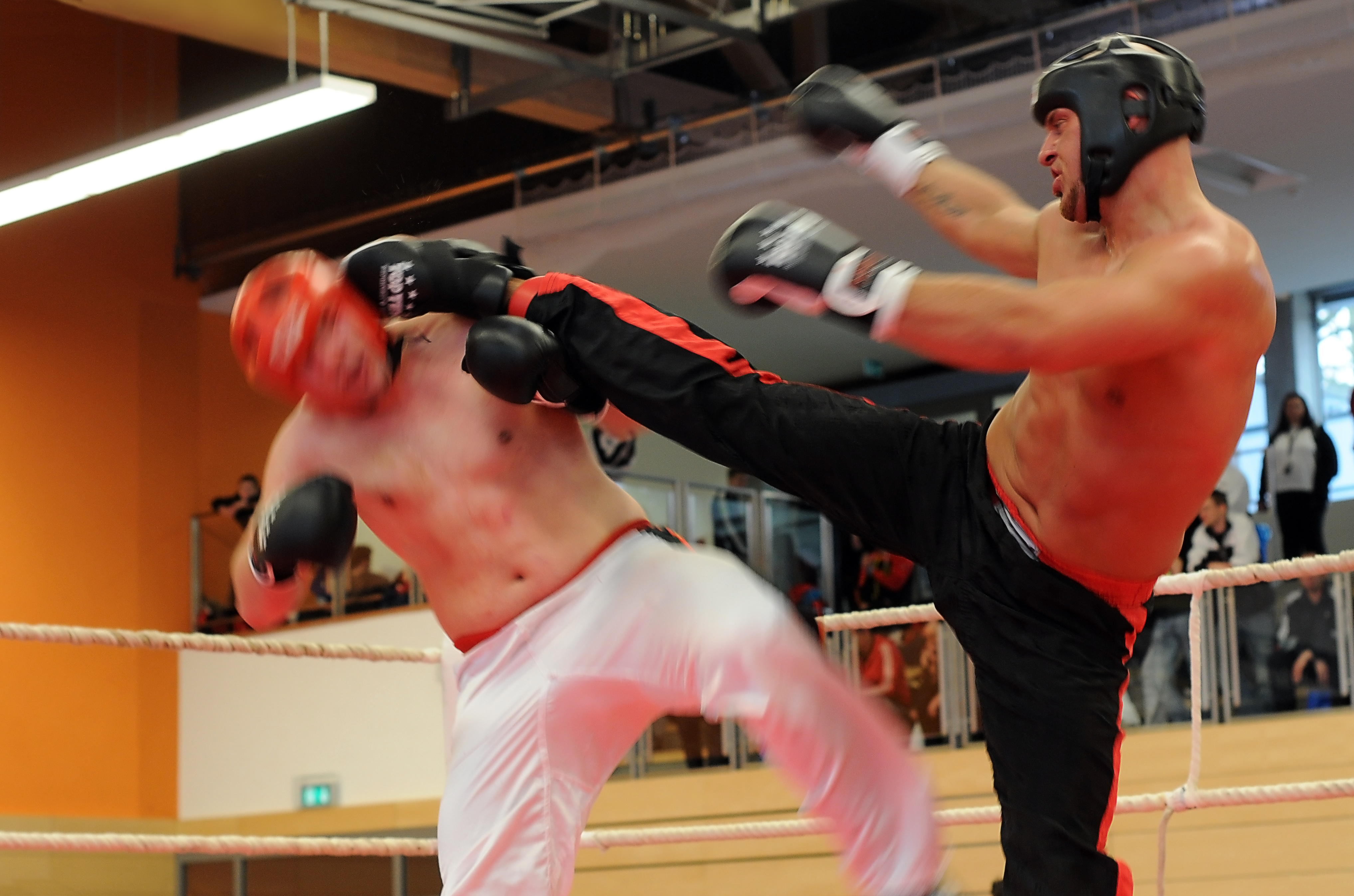
German Open 2010

El kickboxing té una sèrie de regles diferents. Per exemple, les regles Oriental/K-1 permeten cops de puny, puntades altes i baixes i fins i tot cops de genoll, mentre que el kickboxing nord-americà es limita als cops i puntades només per sobre del cinturó (puntades altes).
A les dues primeres dècades del segle XXI, diverses promocions de kickboxing més grans com Glory, One Championship i Bellator Kickboxing han adoptat el conjunt de regles k1/oriental, que permet cops de genoll, puntades i cops de puny.

### Kick-boxing japonès
Les regles orientals (també conegudes com a regles K-1 o regles unificades, i de vegades anomenades kickboxing japonès) van ser els primeres en adoptar el nom de "kickboxing" el 1966, més tard anomenat "kickboxing japonès". Des de la dècada de 1990, moltes de les competicions de kickboxing més grans com ara K-1, ONE Championship, Glory i Bellator Kickboxing van adoptar aquest conjunt de regles. Les regles orientals van començar a ser desenvolupades pel promotor de boxa japonès Osamu Noguchi i el practicant de karate Tatsuo Yamada, i inicialment es va pensar com una barreja de karate i muay thai, però més tard també es va veure afectada per les regles holandeses, que es va formalitzar als Països Baixos a la dècada de 1970. La diferència principal entre el muay thai i el kickboxing oriental va ser la prohibició de cops de colze. A més, es redueix dràsticament la quantitat de baralles per clinch. Aquests canvis tenien com a objectiu reduir les lesions i fer que els combats siguin més accessibles als espectadors de televisió.
Entre els combatents de renom sota les regles K-1 inclouen: Semmy Schilt, Badr Hari, Ernesto Hoost, Albert Kraus, Masato, Peter Aerts, Remy Bonjasky, Giorgio Petrosyan, Buakaw i Andy Souwer.
Normes:
- Els lluitadors poden colpejar el seu oponent amb cops de puny, puntades, incloses puntades per sota de la cintura, excepte a l'engonal, escombrades i genolls (només al cos).
- Els cops de colze estan prohibits.
- Es permeten combats molt limitades o sense clinch (en algunes competicions el clinch és completament il·legal,[30] en d'altres només es permet un sol cop abans que s'hagi de llançar el clinch,[31] en altres promocions només es permeten uns quants segons de clinch.[28]).
- No es permeten donar cops de cap.
- Els combats són de 3 a 5 assalts (de 3 minuts de durada cadascuna) amb un descans d'1 minut entre assalt.

### Kick-boxing coreà
El gwon gyokdo, també conegut com kun gek do i kyuk too ki és un estil de kickboxing de Corea que va ser fundat per Jung Mo-Do. És un estil híbrid que es compon de regles i tècniques de taekwondo, boxa occidental i muay thai. El kickboxing coreà utilitza l'estil bàsic de puntades del taekwondo, però també afegeix tècniques típiques de muay thai, així com tàctiques de joc de peus i esquivant de la boxa occidental.
Regles:

- Es permeten cops de puny i puntades.
- Es permeten cops de colze i de genoll.
- Es permet llançar i enganxar.
- Es permeten les tècniques de filatura.

### Kick-boxing americà
El full contact (també conegut com a Kick-boxing americà) és essencialment una barreja de boxa occidental i karate tradicional. Els kickboxers masculins porten el pit nu i porten pantalons de kickboxing i equip de protecció que inclou: protector bucal, embolcalls per a les mans, guants de boxa de 10 oz (280 g), protector d'engonal, canyelles i botes i casc protector (per a aficionats i els menors de 16 anys). Les kickboxers femenines portaran sostenidor esportiu i protecció per al pit a més de la roba/equip de protecció masculins.
Entre els combatents de renom sota les regles del full contact s'inclouen: Dennis Alexio, Joe Lewis, Rick Roufus, Jean-Yves Thériault, Benny Urquidez, Bill Wallace, Demetrius Havanas, Billy Jackson, Akseli Saurama, Pete Cunningham i Don "The Dragon" Wilson
Regles:
- Els oponents poden colpejar-se entre ells amb cops de puny i puntades, colpejant per sobre de la cintura.
- Els colzes i els genolls estan prohibits.
- Es prohibeixen els clinchs i el grappling.
- Els combats solen ser de 3 a 10 rondes (de 2 minuts de durada cadascuna) amb un descans d'1 minut entre rondes.
- L'àrbitre és responsable de la seguretat del lluitador i del compliment de les regles; els jutges compten les tècniques legals i anoten els punts a la targeta de puntuació o amb l'ajuda del sistema electrònic.

### Kick-boxing holandès
El kickboxing holandès van sorgir quan el kickboxing japonès i el muay thai es van introduir per primera vegada a Holanda als anys 70. Les regles europees van començar a ser desenvolupades pel Netherland Kick Boxing Bond a la dècada de 1970 quan el difunt Jan Plas va portar l'esport del Japó al seu país natal. La diferència principal entre les regles holandeses i les regles completes del muay thai va ser la prohibició dels cops de colze i els cops de genolls limitats (només al cos). Tanmateix, es van permetre els colzes quan ambdues parts hi estan d'acord. Aquests canvis tenien com a objectiu reduir les lesions i fer que els combats siguin més accessibles als espectadors de televisió. Com la contrapart tailandesa, les baralles s'acompanyen amb la música tradicional tailandesa durant una batalla. Les regles holandeses de kickboxing van ser fonamentals per al desenvolupament de les regles K-1.
Entre els combatents de renom sota les regles del kick-boxing holandès s'inclouen: Alistair Overeem, Bas Rutten, Melvin Manhoef, Gegard Mousasi, Remy Bonjasky i Peter Aerts.
Regles:
- Hi ha un màxim de 3 rondes i tenen una durada de 3 minuts.
- Es permeten cops de puny i puntades.
- Els cops de colze són il·legals, però es poden permetre si els dos lluitadors accepten utilitzar-los.
- Els genolls són il·legals quan toquen el cap, però són legals quan toquen el cos.
- Queden prohibits els llançaments i les escombrades.
- El clinch està permès durant 5 segons en el millor dels casos i només és legal si s'utilitza per causar danys a l'oponent.

## Tècniques
Les tècniques ofensives poden ser:

### Cops de puny
Són molt semblants a la de la boxa. Inclouen:
- Jab
- Cross
- Ganxo
- Uppercut

### Puntades
Les tècniques bàsiques de puntades són:
- Puntada frontal
- Puntada giratòria
- Puntada lateral

### Cops de genoll i colze
- Genoll recte
- Genoll volador
- Genoll de ganxo
- Genoll lateral
- Colze lateral
- Colze cap a dalt
- Colze cap a baix

## Danys cerebrals
Fer que una persona estigui inconscient o fins i tot causar una commoció cerebral pot causar danys cerebrals permanents. No hi ha una divisió clara entre la força necessària per noquejar una persona i la força susceptible per matar-la. A més, els esports de contacte, especialment els de combat, estan directament relacionats amb una malaltia cerebral anomenada encefalopatia traumàtica crònica. Aquesta malaltia comença a desenvolupar-se durant la vida de l'esportista i continua desenvolupant-se fins i tot després que l'activitat esportiva hagi cessat. A més, els cops repetitius i subconcussius al cap, i no només les commocions cerebrals, causen l'encelopatia.